# Горско-Моздокский 1-й казачий полк
1-й Горско-Моздокский Генерала Круковского полк Терского казачьего войска
- Старшинство — 1732 года.
- Полковой праздник

## Формирование полка
Полк был создан в 1870 году путём объединения Горского и Моздокского полков Терского казачьего войска.
Горский полк был сформирован в 1824 году из Моздокской горской команды (кабардинцев), казаков станицы Луковской и нескольких русских и осетинских селений.
Моздокский полк был образован в 1770 году, когда 517 семей волгских казаков были переселены на левый берег Терека.

## Список станиц полкового округа
- Галюгаевская,
- Государственная,
- Екатериноградская,
- Ищёрская,
- Курская,
- Луковская,
- Мекенская,
- Наурская,
- Новоосетинская,
- Павлодольская,
- Приближная,
- Прохладная,
- Солдатская,
- Стодеревская,
- Черноярская.

## Полковая униформа

### Форма
При кавказской казачьей форме полк носил: Черкеска, папаха, тулья — чёрная; Бешмет, погон, колпак, выпушка, клапан, околыш — светло-синий.

## Знаки отличия полка
- Полковое Георгиевское знамя с надписью «За военные подвиги против непокорных Горцев», пожалованное 13 июня 1874 года (первоначально знамя было пожаловано, 3 марта 1860 года, Горскому  полку Кавказского линейного казачьего войска).
- Восемь серебряных Георгиевских труб с надписью «За отличие в Турецкую войну 1877 и 1878 годов», пожалованные 13 октября 1878 года.
- Знаки отличия на головные уборы, пожалованные 30 августа 1856 года, с надписями:
  - «За отличие в 1854 году» в 1-й полусотне 1-й сотни,
  - «За отличие в 1855 году» во 2-й полусотне 1-й сотни.
- Белевая тесьма на воротнике и рукавах мундиров нижних чинов, пожалованная 6 декабря 1908 года.

## Вечный шеф полка
- генерал-майор Круковский, Феликс Антонович (с 1902 года)

## Командиры полка
- 24.03.1871 — 13.09.1874[1] — полковник Кулаков, Павел Николаевич
- хх.хх.1874 — хх.хх.1879 — полковник Фиерковский, Михаил Иосифович
- хх.хх.1879 — хх.хх.1882 — полковник Валуев, Пётр Петрович
- 07.04.1882 — 17.03.1886 — подполковник (с 15.05.1883 полковник) Алтадуков, Тепсоруко Хамурзович
- 17.03.1886 — 31.07.1893 — полковник Домонтович, Алексей Иванович
- 31.07.1893 — 14.10.1893 — полковник Зборовский, Эраст Григорьевич
- 01.11.1893 — 31.01.1901 — полковник Борзик (Борзыков), Дмитрий Александрович
- 27.04.1901 — 09.02.1904 — полковник Курмояров, Иван Акимович
- 15.03.1904 — 13.06.1907 — полковник Скляров, Иван Иосифович
- 24.06.1907 — 05.11.1912 — полковник Арютинов, Тигран Данилович
- 05.11.1912 — 14.08.1913 — полковник Ассиер, Михаил Андреевич
- 14.08.1913 — 04.06.1915 — полковник Кулебякин, Александр Парфентьевич
- 11.06.1915 — 31.08.1916 — полковник Стопчанский, Владимир Андреевич
- 14.09.1916 — после 27.09.1917 —  войсковой старшина (с 27.09.1917 полковник) Найденов, Александр Сильвестрович